# Plérin
Plérin (en bretó Plerin, gal·ló Plérein) és un municipi francès, situat a la regió de Bretanya, al departament de Costes del Nord. L'any 1999 tenia 12.512 habitants.

## Demografia
| 1962                                       | 1968  | 1975  | 1982   | 1990   | 1999   |
| ------------------------------------------ | ----- | ----- | ------ | ------ | ------ |
| 7.623                                      | 8.780 | 9.757 | 10.559 | 12.108 | 12.512 |
| Des de 1962: població sense dobles comptes |       |       |        |        |        |

## Administració
| Període   | Identitat         | Partit |
| --------- | ----------------- | ------ |
| 1977-1985 | Roger Ollivier    | PCF    |
| 1985-1989 | Jean-Paul Gicquel | PCF    |
| 1989-2008 | Yves Le Faucheur  | UDF    |
| 2008-     | Ronan Kerdraon    | PS     |

## Galeria d'imatges

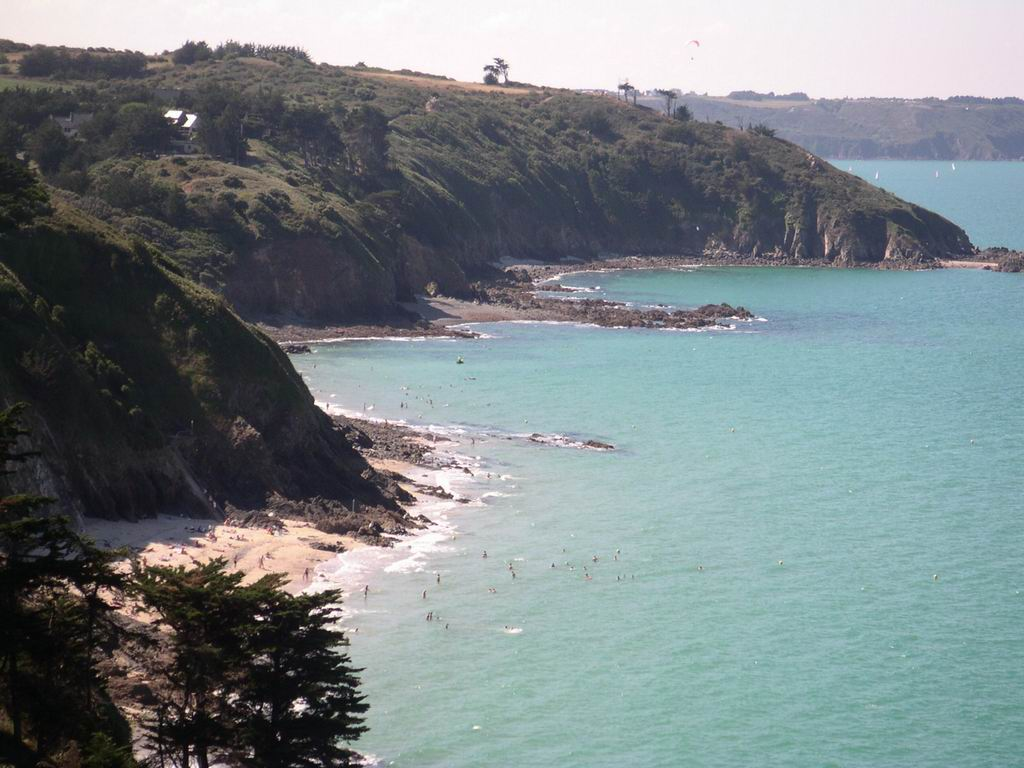
Martin Plage
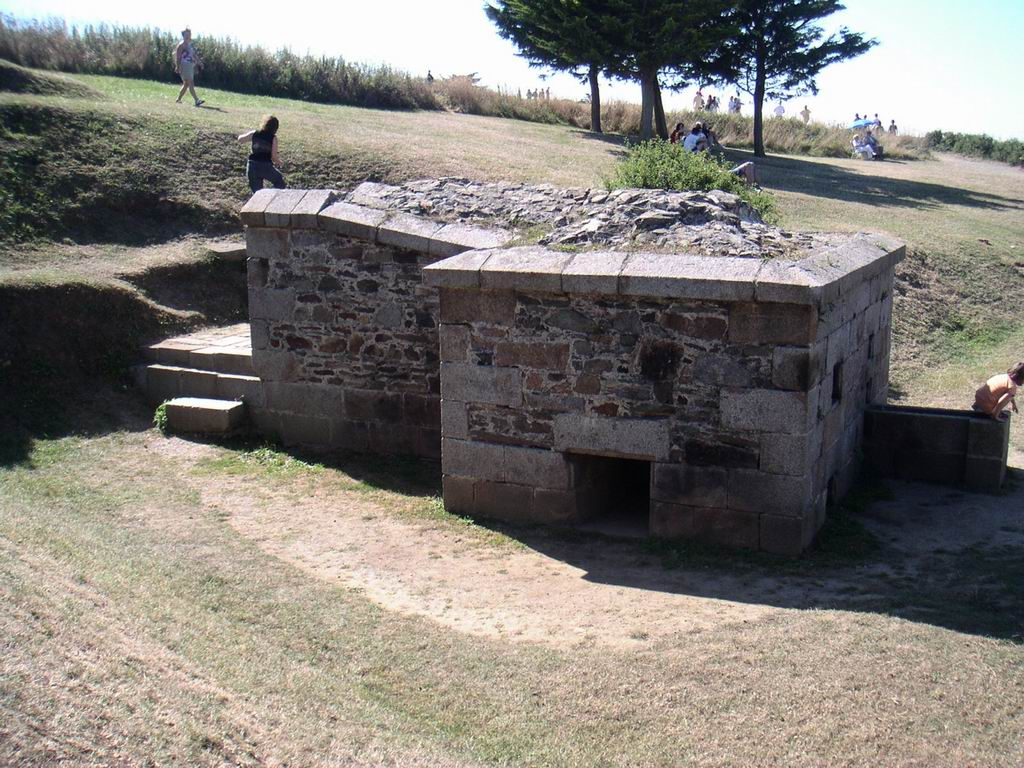
Four à boulets
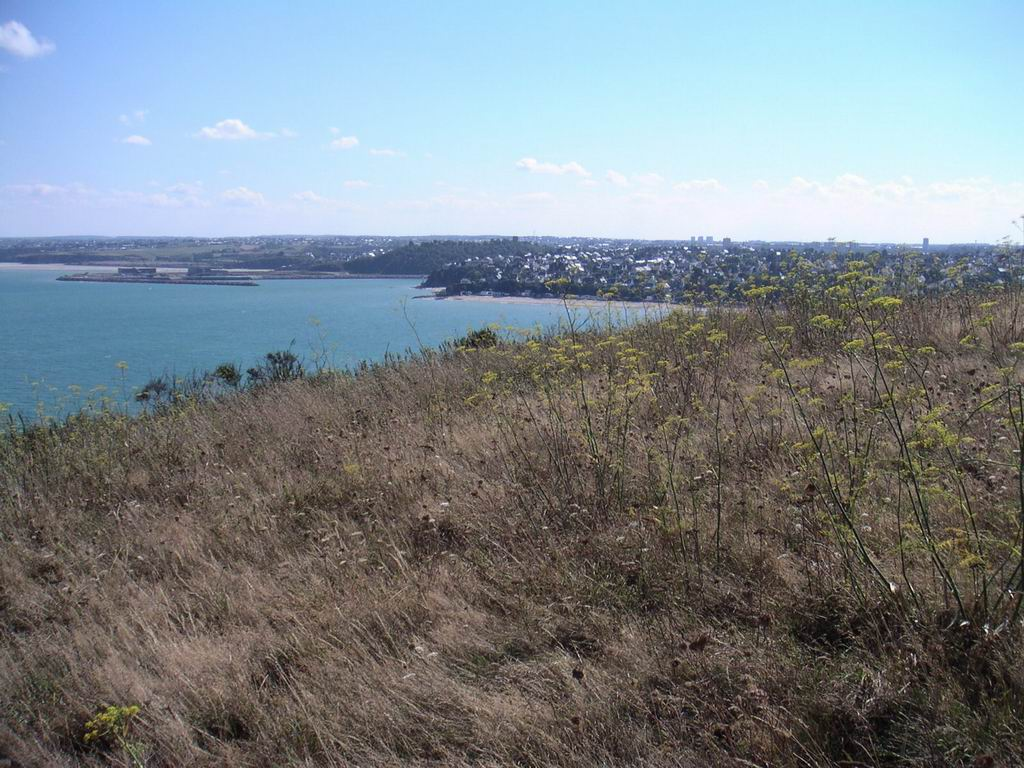
Saint-Laurent